# Grand Prix Formule 1 van Hongarije 2016
De Grand Prix Formule 1 van Hongarije 2016 werd verreden op 24 juli op de Hungaroring in Mogyoród nabij Boedapest. Het was de elfde race van het kampioenschap.

## Vrije trainingen

### Uitslagen
- Er wordt enkel de top-5 weergegeven.

| Vrije training 1 | Pos. | Nr. | Coureur          | Constructeur       | Tijd     |
| ---------------- | ---- | --- | ---------------- | ------------------ | -------- |
| Vrije training 1 | 1    | 44  | Lewis Hamilton   | Mercedes           | 1:21.347 |
| Vrije training 1 | 2    | 6   | Nico Rosberg     | Mercedes           | 1:21.584 |
| Vrije training 1 | 3    | 5   | Sebastian Vettel | Ferrari            | 1:22.991 |
| Vrije training 1 | 4    | 7   | Kimi Räikkönen   | Ferrari            | 1:23.082 |
| Vrije training 1 | 5    | 3   | Daniel Ricciardo | Red Bull-TAG Heuer | 1:23.174 |
| Vrije training 2 | Pos. | Nr. | Coureur          | Constructeur       | Tijd     |
| Vrije training 2 | 1    | 6   | Nico Rosberg     | Mercedes           | 1:20.435 |
| Vrije training 2 | 2    | 3   | Daniel Ricciardo | Red Bull-TAG Heuer | 1:21.030 |
| Vrije training 2 | 3    | 5   | Sebastian Vettel | Ferrari            | 1:21.348 |
| Vrije training 2 | 4    | 33  | Max Verstappen   | Red Bull-TAG Heuer | 1:21.770 |
| Vrije training 2 | 5    | 44  | Lewis Hamilton   | Mercedes           | 1:21.960 |
| Vrije training 3 | Pos. | Nr. | Coureur          | Constructeur       | Tijd     |
| Vrije training 3 | 1    | 6   | Nico Rosberg     | Mercedes           | 1:20.261 |
| Vrije training 3 | 2    | 33  | Max Verstappen   | Red Bull-TAG Heuer | 1:20.263 |
| Vrije training 3 | 3    | 3   | Daniel Ricciardo | Red Bull-TAG Heuer | 1:20.726 |
| Vrije training 3 | 4    | 44  | Lewis Hamilton   | Mercedes           | 1:20.769 |
| Vrije training 3 | 5    | 7   | Kimi Räikkönen   | Ferrari            | 1:20.859 |

Testcoureurs in vrije training 1:
 Charles Leclerc (Haas-Ferrari, P16)
 Esteban Ocon (Renault, P18)

## Kwalificatie

### Gekwalificeerden
De eerste kwalificatiesessie werd viermaal onderbroken vanwege regenval en crashes van Marcus Ericsson (Sauber), Felipe Massa (Williams) en Rio Haryanto (MRT). De andere twee kwalificatiesessies konden wel zonder onderbrekingen gehouden worden, waardoor Nico Rosberg op het laatste moment de pole position bemachtigde voor zijn teamgenoot Lewis Hamilton op de tweede plek. De Red Bull-coureurs Daniel Ricciardo en Max Verstappen werden derde en vierde, voor de Ferrari van Sebastian Vettel. Carlos Sainz jr. kwalificeerde zich voor Toro Rosso als zesde voor het McLaren-duo Fernando Alonso en Jenson Button. De top 10 werd afgesloten door Force India-coureur Nico Hülkenberg en Williams-coureur Valtteri Bottas.
Vanwege zijn crash in de eerste kwalificatiesessie wisselde Marcus Ericsson van chassis. Deze beslissing is na de kwalificatie genomen, waardoor Ericsson verplicht uit de pits moest starten.

### Kwalificatie-uitslag
| Pos.                | Nr. | Coureur           | Constructeur         | Q1       | Q2       | Q3       | Grid |
| ------------------- | --- | ----------------- | -------------------- | -------- | -------- | -------- | ---- |
| 1                   | 6   | Nico Rosberg      | Mercedes             | 1:33.302 | 1:22.806 | 1:19.965 | 1    |
| 2                   | 44  | Lewis Hamilton    | Mercedes             | 1:34.210 | 1:24.836 | 1:20.108 | 2    |
| 3                   | 3   | Daniel Ricciardo  | Red Bull-TAG Heuer   | 1:39.968 | 1:23.234 | 1:20.280 | 3    |
| 4                   | 33  | Max Verstappen    | Red Bull-TAG Heuer   | 1:40.424 | 1:22.660 | 1:20.557 | 4    |
| 5                   | 5   | Sebastian Vettel  | Ferrari              | 1:35.718 | 1:24.082 | 1:20.874 | 5    |
| 6                   | 55  | Carlos Sainz jr.  | Toro Rosso-Ferrari   | 1:36.115 | 1:24.734 | 1:21.131 | 6    |
| 7                   | 14  | Fernando Alonso   | McLaren-Honda        | 1:35.165 | 1:23.816 | 1:21.211 | 7    |
| 8                   | 22  | Jenson Button     | McLaren-Honda        | 1:37.983 | 1:24.456 | 1:21.597 | 8    |
| 9                   | 27  | Nico Hülkenberg   | Force India-Mercedes | 1:41.471 | 1:23.901 | 1:21.823 | 9    |
| 10                  | 77  | Valtteri Bottas   | Williams-Mercedes    | 1:42.758 | 1:24.506 | 1:22.182 | 10   |
| 11                  | 8   | Romain Grosjean   | Haas-Ferrari         | 1:35.906 | 1:24.941 |          | 11   |
| 12                  | 26  | Daniil Kvjat      | Toro Rosso-Ferrari   | 1:36.714 | 1:25.301 |          | 12   |
| 13                  | 11  | Sergio Pérez      | Force India-Mercedes | 1:41.411 | 1:25.416 |          | 13   |
| 14                  | 7   | Kimi Räikkönen    | Ferrari              | 1:36.853 | 1:25.435 |          | 14   |
| 15                  | 21  | Esteban Gutiérrez | Haas-Ferrari         | 1:38.959 | 1:26.189 |          | 15   |
| 16                  | 12  | Felipe Nasr       | Sauber-Ferrari       | 1:37.772 | 1:27.063 |          | 16   |
| 107% tijd: 1:39.833 |     |                   |                      |          |          |          |      |
| 17                  | 30  | Jolyon Palmer     | Renault              | 1:43.965 |          |          | 17   |
| 18                  | 19  | Felipe Massa      | Williams-Mercedes    | 1:43.999 |          |          | 18   |
| 19                  | 20  | Kevin Magnussen   | Renault              | 1:44.543 |          |          | 19   |
| 20                  | 9   | Marcus Ericsson   | Sauber-Ferrari       | 1:46.984 |          |          | Pit  |
| 21                  | 94  | Pascal Wehrlein   | MRT-Mercedes         | 1:47.343 |          |          | 20   |
| 22                  | 88  | Rio Haryanto      | MRT-Mercedes         | 1:50.189 |          |          | 21   |

## Wedstrijd

### Verslag
De race werd gewonnen door Lewis Hamilton, die in de eerste bocht van de race zijn teamgenoot Nico Rosberg, die van pole startte, inhaalde. De derde plaats ging naar Daniel Ricciardo, die nipt Sebastian Vettel achter zich wist te houden. Ook Max Verstappen, die vijfde werd, wist Kimi Räikkönen tot de finish achter zich te houden. Fernando Alonso werd zevende, voor Carlos Sainz jr. De top 10 werd afgesloten door Valtteri Bottas en Nico Hülkenberg.

### Race-uitslag
| Pos. | Nr. | Coureur           | Constructeur         | Rondes | Tijd / Oorzaak uitval | Grid | Punten |
| ---- | --- | ----------------- | -------------------- | ------ | --------------------- | ---- | ------ |
| 1    | 44  | Lewis Hamilton    | Mercedes             | 70     | 1:40:30.115           | 2    | 25     |
| 2    | 6   | Nico Rosberg      | Mercedes             | 70     | +1.977                | 1    | 18     |
| 3    | 3   | Daniel Ricciardo  | Red Bull-TAG Heuer   | 70     | +27.539               | 3    | 15     |
| 4    | 5   | Sebastian Vettel  | Ferrari              | 70     | +28.213               | 5    | 12     |
| 5    | 33  | Max Verstappen    | Red Bull-TAG Heuer   | 70     | +48.659               | 4    | 10     |
| 6    | 7   | Kimi Räikkönen    | Ferrari              | 70     | +49.044               | 14   | 8      |
| 7    | 14  | Fernando Alonso   | McLaren-Honda        | 69     | +1 ronde              | 7    | 6      |
| 8    | 55  | Carlos Sainz jr.  | Toro Rosso-Ferrari   | 69     | +1 ronde              | 6    | 4      |
| 9    | 77  | Valtteri Bottas   | Williams-Mercedes    | 69     | +1 ronde              | 10   | 2      |
| 10   | 27  | Nico Hülkenberg   | Force India-Mercedes | 69     | +1 ronde              | 9    | 1      |
| 11   | 11  | Sergio Pérez      | Force India-Mercedes | 69     | +1 ronde              | 13   |        |
| 12   | 30  | Jolyon Palmer     | Renault              | 69     | +1 ronde              | 17   |        |
| 13   | 21  | Esteban Gutiérrez | Haas-Ferrari         | 69     | +1 ronde              | 15   |        |
| 14   | 8   | Romain Grosjean   | Haas-Ferrari         | 69     | +1 ronde              | 11   |        |
| 15   | 20  | Kevin Magnussen   | Renault              | 69     | +1 ronde              | 19   |        |
| 16   | 26  | Daniil Kvjat      | Toro Rosso-Ferrari   | 69     | +1 ronde              | 12   |        |
| 17   | 12  | Felipe Nasr       | Sauber-Ferrari       | 69     | +1 ronde              | 16   |        |
| 18   | 19  | Felipe Massa      | Williams-Mercedes    | 68     | +2 ronden             | 18   |        |
| 19   | 94  | Pascal Wehrlein   | MRT-Mercedes         | 68     | +2 ronden             | 20   |        |
| 20   | 9   | Marcus Ericsson   | Sauber-Ferrari       | 68     | +2 ronden             | Pit  |        |
| 21   | 88  | Rio Haryanto      | MRT-Mercedes         | 68     | +2 ronden             | 21   |        |
| DNF  | 22  | Jenson Button     | McLaren-Honda        | 60     | Hydraulisch           | 8    |        |

## Tussenstanden wereldkampioenschap
Betreft tussenstanden voor het wereldkampioenschap na afloop van de race.

### Coureurs
| Pos. | Nr. | Coureur          | Constructeur         | Punten |
| ---- | --- | ---------------- | -------------------- | ------ |
| 01   | 44  | Lewis Hamilton   | Mercedes             | 192    |
| 02   | 6   | Nico Rosberg     | Mercedes             | 186    |
| 03   | 3   | Daniel Ricciardo | Red Bull-TAG Heuer   | 115    |
| 04   | 7   | Kimi Räikkönen   | Ferrari              | 114    |
| 05   | 5   | Sebastian Vettel | Ferrari              | 110    |
| 06   | 33  | Max Verstappen   | Red Bull-TAG Heuer   | 100    |
| 07   | 77  | Valtteri Bottas  | Williams-Mercedes    | 56     |
| 08   | 11  | Sergio Pérez     | Force India-Mercedes | 47     |
| 09   | 19  | Felipe Massa     | Williams-Mercedes    | 38     |
| 10   | 55  | Carlos Sainz jr. | Toro Rosso-Ferrari   | 30     |

### Constructeurs
| Pos. | Constructeur         | Punten |
| ---- | -------------------- | ------ |
| 01   | Mercedes             | 378    |
| 02   | Ferrari              | 224    |
| 03   | Red Bull-TAG Heuer   | 223    |
| 04   | Williams-Mercedes    | 94     |
| 05   | Force India-Mercedes | 74     |
| 06   | Toro Rosso-Ferrari   | 45     |
| 07   | McLaren-Honda        | 38     |
| 08   | Haas-Ferrari         | 28     |
| 09   | Renault              | 6      |
| 10   | MRT-Mercedes         | 1      |